# Alan Maybury
Alan Paul Maybury (ur. 8 sierpnia 1978 w Dublinie) – irlandzki piłkarz występujący na pozycji obrońcy. Zawodnik klubu Falkirk.

## Kariera klubowa
Maybury karierę rozpoczynał w 1994 roku w drugoligowym zespole Home Farm. W 1995 roku został graczem angielskiego Leeds United z Premier League. W lidze tej zadebiutował 3 lutego 1996 w przegranym 0:3 meczu z Aston Villą. W 1999 roku był wypożyczony do zespołu Division Two, Reading, a w 2000 roku do Crewe Alexandra z Division One. Zawodnikiem Leeds był do 2001 roku.
Następnie Maybury odszedł do szkockiego Hearts. W Scottish Premier League pierwszy razy wystąpił 13 października 2001 w wygranym 3:0 spotkaniu z St. Johnstone. W sezonach 2002/2003 oraz 2003/2004 wraz z Hearts zajmował 3. miejsce w lidze. W 2005 roku przeszedł do angielskiego Leicester City, grającego w Championship. W 2008 roku był stamtąd wypożyczony do szkockiego Aberdeen.
W połowie 2008 roku Maybury został zawodnikiem angielskiego Colchester United z League One. W kolejnych latach grał też w zespołach Scottish Premier League – St. Johnstone oraz Hibernian, a w 2014 roku przeszedł do Falkirk ze Scottish Championship.
W Premier League rozegrał 14 spotkań, a w Scottish Premier League 218 spotkań, w których zdobył 5 bramek.

## Kariera reprezentacyjna
W reprezentacji Irlandii Maybury zadebiutował 25 marca 1998 w przegranym 1:2 towarzyskim meczu z Czechami. W latach 1998–2005 w drużynie narodowej rozegrał 10 spotkań.